# Jozef Pribilinec
Jozef Pribilinec, född den 6 juni 1960, är en slovakisk före detta friidrottare som tävlade i gång för Tjeckoslovakien.
Pribilinec tillhörde den yttersta världseliten under 1980-talet på den kortare distansen 20 km gång. Han hade åren 1983 till 1987 världsrekordet på distansen.
Hans främsta merit är det olympiska guldet på 20 km gång vid Olympiska sommarspelen 1988. Vidare blev han två gånger silvermedaljör vid VM, både 1983 och 1987. Han vann EM-guld på 20 km gång vid EM 1986 i Stuttgart.

## Personliga rekord
- 20 km gång - 1:19.30